# 相模原北公園
相模原北公園（さがみはらきたこうえん）は、神奈川県相模原市緑区にある都市公園（総合公園）である。

## 概要
敷地内の雑木林を利用しながら、公園全体に植物園のような雰囲気が感じられるように造られている。また、木や花の名前を当てたり、珍しい植物を観察したりして、たくさんの植物に親しむことができる。そして、四季折々の花や野草・樹木など、自然のままに季節感あふれる演出で、年間を通じて楽しむことができる。

## 施設

### 梅園
ピクニック広場に隣接して、約100種100本の梅が12月下旬より3月まで順々に花をつけ、来園者の目を楽しませている。

### アジサイ園
和・洋種あわせて200種・10,000株のアジサイが植えられている。梅雨空の下、さまざまに咲くアジサイを楽しむことができる。
※見頃は6月から7月にかけて

### 水辺の広場
山野に見る水の自然な流れを再現した渓流と池では、さまざまに変化する水の情景を楽しめる。

### 郷土の森
既存林を活かした樹林の中で、こもれ日を浴びながらの散策ができる。

### 花木園
はるかに、丹沢の山並みを望み、階段状に流れ落ちる水の流れの両側に、バラやラベンダーなどの四季折々の花の香りが来園者の目を楽しませている。

## 植物の見頃
- マンサク（1月）
- ウメ、マンサク（2月）
- サンシュユ、マンサク（3月）
- サンシュユ（4月）
- シャクナゲ、バラ、ナンジャモンジャノキ、エゴノキ（5月）
- アジサイ、バラ、ラベンダー、エゴノキ、アカンサス、ヤマボウシ（6月）
- アカンサス、ヤマボウシ（7月）
- ヒガンバナ、バラ（9月）
- バラ（10月）

## 休園日
年末年始（12月29日から1月3日まで）